# Ajn Kadib
Ajn Kadib (arab. عين قضيب) – wieś w Syrii, w muhafazie Tartus. W 2004 roku liczyła 630 mieszkańców.